# Раковка (станция)
Раковка — железнодорожная станция в хуторе Сухов 2-й городского округа Михайловка Волгоградской области.
В 1897 году при станции Раковка на пожертвования прихожан и средства личного почетного гражданина Ивана Ильича Ивлиева построена деревянная однопредельная церковь во имя Усекновения честной головы Иоанна Крестителя. В 1928 здание церкви перестроено под народный дом. При церкви имелась 2-х классная церковно-приходская школа.
Деревянный вокзал построен в 1871-72 годах, уничтожен в 1993. При станции сохранилась водонапорная башня.
В мае 1929 года через станцию Раковка начали прокладывать линию «Саратов – Жирновск – Миллерово». Были проложены дополнительные пути, построена грузовая платформа.
Во время Великой Отечественной войны рядом со станцией находилась нефтебаза и несколько аэродромов, станция и аэродромы подвергались налетам немецкой авиации.

## Движение по станции
По состоянию на январь 2021 года через станцию курсируют следующие поезда:
| Обращение пригородных поездов | Обращение пригородных поездов | Обращение пригородных поездов | Обращение пригородных поездов |
| № поезда                      | Маршрут движения              | № поезда                      | Маршрут движения              |
| ----------------------------- | ----------------------------- | ----------------------------- | ----------------------------- |
| 6517                          | Арчеда — Урюпино              | 6518                          | Урюпино — Арчеда              |